# Treasures (álbum)
Treasures es un compacto que publicó Dolly Parton en 1996, el trigésimo álbum de estudio de su discografía. En él colaboraron los músicos Ladysmith Black Mambazo, John Popper of Blues Traveler, David Hidalgo y Alison Krauss.
El álbum recibió críticas buenas y otras no tanto, y alcanzó el puesto #24 de las listas country de Estados Unidos. El mismo fue presestado en un programa especial de televisión que realizó Dolly para la cadena CBS.

## Canciones
1. "Peace Train" - 4:41
2. "Today I Started Loving You Again" - 4:00
3. "Just When I Needed You Most" - 4:40
4. "Something's Burning" - 4:00
5. "Before The Next Teardrop Falls" - 4:10
6. "After the Gold Rush" - 3:46
7. "Walking on Sunshine" - 3:12
8. "Behind Closed Doors" - 3:00
9. "Don't Let Me Cross Over" - 3:04
10. "Satin Sheets" - 3:21
11. "For the Good Times" - 4:17

## Listas
| Listas de popularidad (1996) | Máx. Posición |
| ---------------------------- | ------------- |
| Billboard 200 (U.S.)         | 122           |
| U.S. Top Country Albums      | 22            |